# Partido Nacional Escocês
O Partido Nacional Escocês (em gaélico escocês: Pàrtaidh Nàiseanta na h-Alba; inglês: Scottish National Party; SNP) é um partido político de centro-esquerda nacionalista escocês. Nas últimas décadas, o SNP transformou-se em um dos maiores partidos políticos da Escócia em número de eleitores. Como consequência das eleições de 2011, ele é atualmente o maior partido no Parlamento escocês, e está exercendo uma administração maioritária  no Governo escocês.
O SNP foi o principal promotor do Referendo sobre a independência da Escócia realizado em setembro de 2014.
O partido, que já era maioria no Parlamento da Escócia, conquistou, nas eleições gerais de 2015, de maneira avassaladora, 56 dos 59 assentos a qual o seu país tem direito no Parlamento do Reino Unido em Westminster, se tornando assim a maior força da política escocesa. Dois anos depois, em uma nova eleição geral, o partido perdeu 21 assentos, mas permaneceu como a maior legenda no Parlamento Britânico.

## Resultados Eleitorais

### Eleições legislativas do Reino Unido
| Data    | Líder             | Cl. | Votos     | %            | +/-  | Deputados | +/-     | Status            |
| ------- | ----------------- | --- | --------- | ------------ | ---- | --------- | ------- | ----------------- |
| 1935    | Alexander MacEwen | 6.º | 25 652    | 1,1 / 100,0  |      | 0 / 71    |         | Extra-parlamentar |
| 1945    | Douglas Young     | 9.º | 30 595    | 1,3 / 100,0  | 0,2  | 0 / 71    | Estável | Extra-parlamentar |
| 1950    | Robert McIntyre   | 6.º | 9 708     | 0,4 / 100,0  | 0,9  | 0 / 71    | Estável | Extra-parlamentar |
| 1951    | Robert McIntyre   | 6.º | 7 299     | 0,3 / 100,0  | 0,1  | 0 / 71    | Estável | Extra-parlamentar |
| 1955    | Robert McIntyre   | 6.º | 12 112    | 0,5 / 100,0  | 0,2  | 0 / 71    | Estável | Extra-parlamentar |
| 1959    | Jimmy Halliday    | 5.º | 21 738    | 0,8 / 100,0  | 0,3  | 0 / 71    | Estável | Extra-parlamentar |
| 1964    | Arthur Donaldson  | 5.º | 64 044    | 2,4 / 100,0  | 1,6  | 0 / 71    | Estável | Extra-parlamentar |
| 1966    | Arthur Donaldson  | 4.º | 128 474   | 5,0 / 100,0  | 2,6  | 0 / 71    | Estável | Extra-parlamentar |
| 1970    | William Wolfe     | 3.º | 306 802   | 11,4 / 100,0 | 6,4  | 1 / 71    | 1       | Oposição          |
| 02/1974 | William Wolfe     | 3.º | 633 180   | 21,9 / 100,0 | 10,5 | 7 / 71    | 6       | Oposição          |
| 10/1974 | William Wolfe     | 2.º | 839 617   | 30,4 / 100,0 | 8,5  | 11 / 71   | 4       | Oposição          |
| 1979    | William Wolfe     | 3.º | 504 259   | 17,3 / 100,0 | 13,1 | 2 / 71    | 9       | Oposição          |
| 1983    | Gordon Wilson     | 4.º | 331 975   | 11,8 / 100,0 | 5,5  | 2 / 72    | Estável | Oposição          |
| 1987    | Gordon Wilson     | 4.º | 416 473   | 14,1 / 100,0 | 2,3  | 3 / 72    | 1       | Oposição          |
| 1992    | Alex Salmond      | 3.º | 629 564   | 21,5 / 100,0 | 7,4  | 3 / 72    | Estável | Oposição          |
| 1997    | Alex Salmond      | 2.º | 621 550   | 22,1 / 100,0 | 0,6  | 6 / 72    | 3       | Oposição          |
| 2001    | John Swinney      | 2.º | 464 314   | 20,1 / 100,0 | 2,0  | 5 / 72    | 1       | Oposição          |
| 2005    | Alex Salmond      | 3.º | 412 267   | 17,7 / 100,0 | 2,4  | 6 / 59    | 1       | Oposição          |
| 2010    | Alex Salmond      | 2.º | 491 386   | 19,9 / 100,0 | 2,2  | 6 / 59    | Estável | Oposição          |
| 2015    | Nicola Sturgeon   | 1.º | 1 454 436 | 50,0 / 100,0 | 30,1 | 56 / 59   | 50      | Oposição          |
| 2017    | Nicola Sturgeon   | 1.º | 977 569   | 36,9 / 100,0 | 13,1 | 35 / 59   | 21      | Oposição          |
| 2019    | Nicola Sturgeon   | 1.º | 1 242 372 | 45,0 / 100,0 | 8,1  | 48 / 59   | 13      | Oposição          |
| 2024    | John Swinney      | 2.º | 708 759   | 29,9 / 100,0 | 15,1 | 9 / 57    | 39      | Oposição          |

### Eleições regionais da Escócia
| Data | Líder           | Distrito Eleitoral | Distrito Eleitoral | Distrito Eleitoral | Distrito Eleitoral | Regional | Regional  | Regional     | Regional | Deputados | +/- | Status   |
| Data | Líder           | Cl.                | Votos              | %                  | +/-                | Cl.      | Votos     | %            | +/-      | Deputados | +/- | Status   |
| ---- | --------------- | ------------------ | ------------------ | ------------------ | ------------------ | -------- | --------- | ------------ | -------- | --------- | --- | -------- |
| 1999 | Alex Salmond    | 2.º                | 672 757            | 28,7 / 100,0       |                    | 2.º      | 638 644   | 27,3 / 100,0 |          | 35 / 129  |     | Oposição |
| 2003 | John Swinney    | 2.º                | 449 476            | 23,8 / 100,0       | 4,9                | 2.º      | 399 659   | 20,9 / 100,0 | 7,4      | 27 / 129  | 8   | Oposição |
| 2007 | Alex Salmond    | 1.º                | 664 227            | 32,9 / 100,0       | 9,1                | 1.º      | 633 401   | 31,0 / 100,0 | 10,1     | 47 / 129  | 20  | Governo  |
| 2011 | Alex Salmond    | 1.º                | 902 915            | 45,4 / 100,0       | 12,5               | 1.º      | 876 421   | 44,0 / 100,0 | 13,0     | 69 / 129  | 22  | Governo  |
| 2016 | Nicola Sturgeon | 1.º                | 1 059 897          | 46,5 / 100,0       | 1,1                | 1.º      | 953 987   | 41,7 / 100,0 | 2,3      | 63 / 129  | 6   | Governo  |
| 2021 | Nicola Sturgeon | 1.º                | 1 291 204          | 47,7 / 100,0       | 1,2                | 1.º      | 1 094 374 | 40,3 / 100,0 | 1,4      | 64 / 129  | 1   | Governo  |

### Eleições europeias
| Data | Cl. | Votos   | %            | +/- | Deputados | +/-     |
| ---- | --- | ------- | ------------ | --- | --------- | ------- |
| 1979 | 3.º | 247 836 | 19,4 / 100,0 |     | 1 / 8     |         |
| 1984 | 3.º | 230 594 | 17,8 / 100,0 | 1,6 | 1 / 8     | Estável |
| 1989 | 2.º | 406 686 | 25,6 / 100,0 | 7,8 | 1 / 8     | Estável |
| 1994 | 2.º | 487 239 | 32,6 / 100,0 | 7,0 | 2 / 8     | 1       |
| 1999 | 2.º | 268 528 | 27,2 / 100,0 | 5,4 | 2 / 8     | Estável |
| 2004 | 2.º | 231 505 | 19,7 / 100,0 | 7,5 | 2 / 7     | Estável |
| 2009 | 1.º | 321 007 | 29,1 / 100,0 | 9,4 | 2 / 6     | Estável |
| 2014 | 1.º | 389 503 | 29,0 / 100,0 | 0,1 | 2 / 6     | Estável |
| 2019 | 1.º | 594 553 | 37,8 / 100,0 | 8,8 | 3 / 6     | 1       |

## Leituras adicionais
- SNP:The History of the Scottish National Party, por Peter Lynch, 2002
- The Flag in the Wind, por John MacCormick, 1955
- Scotland Lives: the Quest for Independence, por William Wolfe, 1973
- Scotland: the Case for Optimism, por Jim Sillars, 1985
- Stop the World; The Autobiography of Winnie Ewing, 2004